# Aeroporto Internazionale di Bangkok-Don Mueang
L'Aeroporto Internazionale di Bangkok-Don Mueang (in thailandese ท่าอากาศยานดอนเมือง; [tʰâː.ʔāː.kàːt̚.sā.jāːn.dɔ̄ːn.mɯ̄a̯ŋ]), noto semplicemente con il nome di Don Mueang  (IATA: DMK, ICAO: VTBD), è un aeroporto thailandese che serve la capitale Bangkok. È il secondo scalo della città dopo l'aeroporto internazionale di Bangkok-Suvarnabhumi.

## Terminal
L'aeroporto dispone di tre terminal. Prima della costruzione dell'aeroporto di Suvarnabhumi si usavano tutti e tre, di cui il T1 e T2 per uso internazionale e il T3 per i voli domestici. Con l'inaugurazione dell'aeroporto di Suvarnabhumi, il terzo terminal è stato adibito a funzioni cargo. Dopo il 2013 si cominciò a usare i due terminal per funzioni low-cost: il T1 è ora usato per scopo internazionale e il T2 per voli domestici.

## Statistiche
Questo grafico non è disponibile a causa di un problema tecnico.
Si prega di non rimuoverlo.
Vedi la query Wikidata di origine.